# Casquet de bany

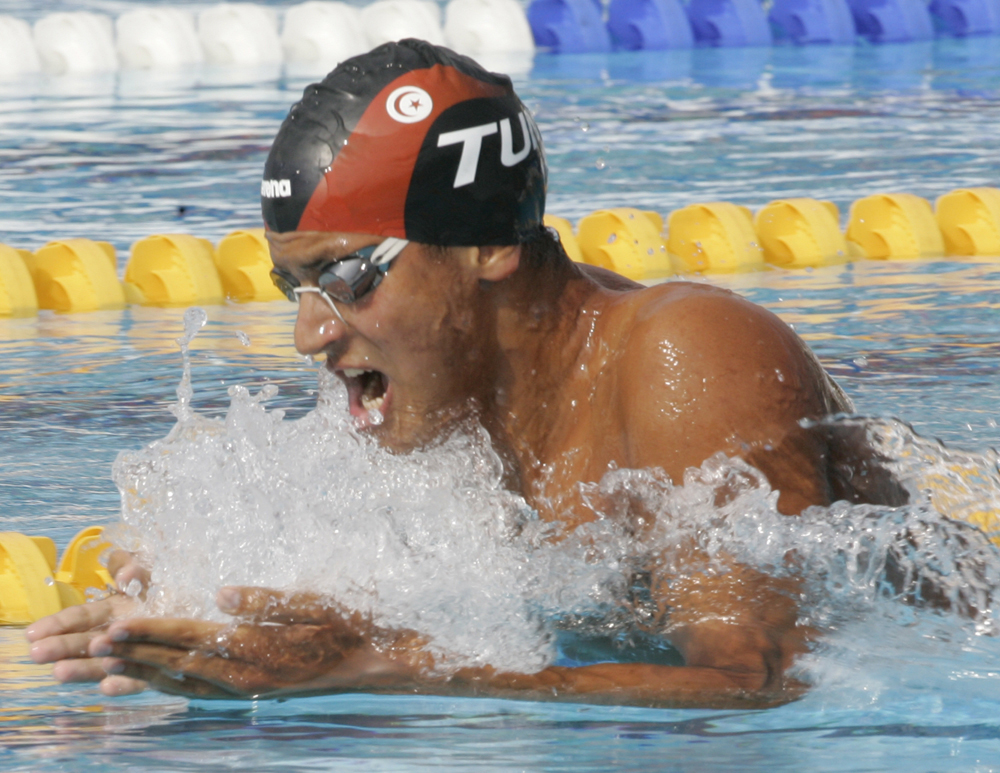
Nedador amb casquet de goma

El casquet de bany és un casquet fet de diversos materials com silicona, làtex o licra, que s'usa en mode d'esbarjo i en natació competitiva.
Els casquets es fan servir per mantenir els cabells eixuts i relativament lliures de la cloració de l'aigua, i també per aïllar les orelles de l'aigua. Algunes instal·lacions requereixen l'ús de gorres de natació, que s'utilitzen per a protegir els filtres d'aigua i que no es obstrueixin amb cabells.
En la natació de competició dels barrets estan fets de silicona o làtex que s'ajusten perfectament al crani de l'usuari, cobrint-li els cabells. Això redueix l'arrossegament a les aigües causada pels cabells solts de manera que el tornen més hidrodinàmic.